# Lipa (powiat jaworski)
Lipa (niem. Leipe) – wieś w Polsce położona w województwie dolnośląskim, w powiecie jaworskim, w gminie Bolków, na Pogórzu Kaczawskim (Pogórzu Złotoryjskim), u podnóża Gór Kaczawskich w Sudetach Zachodnich.
| SIMC    | Nazwa    | Rodzaj     |
| ------- | -------- | ---------- |
| 0189434 | Muchówek | przysiółek |

W latach 1975–1998 miejscowość należała administracyjnie do województwa jeleniogórskiego.
We wsi znajdują się dwa sklepy, bar, szkoła podstawowa, straż pożarna, zakład kamieniarski, suszarnia zbóż, sala wiejska (służąca mieszkańcom), biblioteka, ośrodek zdrowia, a także 125 domów jednorodzinnych i 8 budynków wielorodzinnych.

## Nazwa
Nazwa miejscowości pochodzi od polskiej nazwy drzewa liściastego Lipa (Tilia) należącego do podrodziny lipowatych. Do grupy miejscowości na Śląsku, których nazwy wywodzą się od tego drzewa - „von lipa = Linde” zaliczał ją niemiecki geograf oraz językoznawca Heinrich Adamy. W swoim dziele o nazwach miejscowych na Śląsku wydanym w 1888 roku we Wrocławiu jako starszą od niemieckiej wymienia on nazwę w staropolskiej formie - „Lipa, Lype” podając jej znaczenie „Lindheim” czyli po polsku „Lipowy dom”.
Od tego drzewa wywodził nazwę wsi także śląski pisarz Konstanty Damrot. W swojej pracy o śląskim nazewnictwie z 1896 roku wydanej w Bytomiu wymienia dwie nazwy: obecnie funkcjonującą, polską „Lipa” oraz Lipy, a także zgermanizowaną „Leipe”. Podaje on również nazwę „Lipa” pod jaką wieś została zanotowana w łacińskim dokumencie z 1330 roku.
W kronice łacińskiej Liber fundationis episcopatus Vratislaviensis (pol. Księga uposażeń biskupstwa wrocławskiego) spisanej za czasów biskupa Henryka z Wierzbna w latach 1295–1305 miejscowość wymieniona jest w zlatynizowanej formie Lypa. W 1475 roku w łacińskich statutach Statuta Synodalia Episcoporum Wratislaviensium miejscowość wymieniona jest w zlatynizowanej formie Leypa. Miejscowość nosiła również historyczne nazwy:
- 1305 – Lypa
- 1330 – Lipa
- 1332 - Lypa[14]
- 1370 – Leipa
- 1405 – Leipe
- 1419 – Leype
- 1677 – Leippe
- 1786 – Nieder-, Mittel-, Ober- Leipe
- 1840 – Goldleipe, Kalkleipe, Nieder-, Mittel-, Ober-Leipe
- 1945 – Lipowe, Lipowo
- 1946 – Lipa Jaworska, Lipa[4]

## Budowa geologiczna
Lipa położona jest w obrębie niewielkiej jednostki geologicznej – rowu Świerzawy, będącej odgałęzieniem niecki północnosudeckiej.
Obszar ten, będący zapadliskiem, wypełniony jest skałami osadowymi: piaskowcami, mułowcami, zlepieńcami, lokalnie wapieniami, marglami, którym towarzyszą skały wulkaniczne: porfiry, melafiry i ich tufy. Ich wiek to karbon górny i perm.
Na północ i południe od rowu Świerzawy rozciągają się wyniesione w stosunku do niego obszary zbudowane ze skał metamorfiku kaczawskiego – zieleńców, łupków zieleńcowych, fyllitów, łupków serycytowych, łupków kwarcowych, porfiroidów powstałych i wapieni krystalicznych w dolnym paleozoiku – od kambru po dolny karbon. Ze skałami metamorficznymi związane są rudy miedzi i żelaza.
Starsze podłoże przykryte jest częściowo przez osady plejstoceńskie – gliny i piaski oraz lessy, a także holoceńskie piaski, żwiry i mady rzeczne.

## Historia
W początkowym okresie swej historii była związana z górnictwem rud miedzi, które kilka razy przeżywało okresy rozkwitu i zastoju. Zaczęło się prawdopodobnie w XIV w. i to bardzo obiecująco, gdyż Lipa uzyskała wówczas prawa wolnego miasta górniczego, zachowane jednak niezbyt długo – do następnego stulecia.
W XIV w. wieś należała do rodzin von Schrimer i Lauterbachów. Pod koniec XIV w. przeszła pod panowanie Caspara von Crakan Schwoynitz oraz jego brata Hansa, byli oni właścicielami miejscowego młyna i folwarku. Następnie przeszła w ręce rodziny von Zedlitz i do 1552 r. stanowiła jednolitą własność. W 1552 r. wieś została podzielona na trzy części pomiędzy synów Bartłomieja Zedlitza i niedługo później, w 1571 r. znów podjęto jakieś prace górnicze, brak jednak bliższych danych o ich zakresie i wynikach. Później z tradycji górniczych pozostało wydobycie wapieni i wypalanie wapna – przypomina o tym stary (prawdopodobnie XIX-wieczny) kamieniołom wapieni krystalicznych i wapiennik w dolinie Lipnicy, w lesie przy drodze do Mysłowa (ok. 800 m. od krańca wsi, po lewej stronie). Następnie poszczególne części wsi przechodziły kolejno na von Reibnizów, von Nimtschów, von Rosenbuschów, Scholzów, hrabiów von Stillfried-Rattonitzów, von Sprengerów, rodzinę Kramst.
Istnieje hipoteza, zgodnie z którą zakrystia obecnego kościoła była w XIII w. kapliczką górniczą, rozbudowaną w późniejszym okresie przez templariuszy. To właśnie temu zakonowi przypisuje się wzniesienie zamku w Lipie i założenie najstarszej we wsi kopalni Elisabeth. We wsi wydobywano bowiem kamień budowlany, a próbowano wydobywać hematyt, rudę miedzi (rejon Żeleźniaka i Radzimowic), żelazo, uran, złoto i srebro. W literaturze pojawia się określenie Złote Jamy, mogące potwierdzać występowanie w tym rejonie złota. Wieś otrzymała prawo osady gwareckiej. Wieś związane jest też z wydobyciem wapienia, w okolicy znajdują się pozostałości pieców do jego wypalania.
Od XVIII w. we wsi znajdowały się dwa kościoły, dwie szkoły wyznaniowe i dwie plebanie.
Wieś dwa razy niszczyły przechodzące wojska – podczas wojny trzydziestoletniej i podczas wojen napoleońskich (w 1813 r.).
W XIX w. we wsi znajdowało się około 240 domów. Przed II wojną światową we wsi były zlokalizowane trzy folwarki i dwa pałace z parkami. W części tych dóbr znajdowały się później dwa PGR-y. Przed drugą wojną światową funkcjonowały tu 3 młyny, tartak, browar i kilkunastu rzemieślników.
W 1945 r. wieś włączono do Polski, zaś jej dotychczasowi mieszkańcy zostali wysiedleni do Niemiec. Na krótko po II wojnie światowej kościół ewangelicki rozebrano, uzyskując w ten sposób materiał budowlany, a wyposażenie zniszczono bądź ukradziono. Niektóre dobra znajdują się obecnie także w innych kościołach.
10 lipca 2005 r. wieś obchodziła swoje 700-lecie, co upamiętnia stojący we wsi pomnik.

## Demografia
- 1305 – pierwsza wzmianka o wsi (Lypa)
- 1786 – wieś liczy 792 mieszkańców
- 1825 – wieś liczy 1196 mieszkańców
- 1871 – wieś liczy 1334 mieszkańców
- 1885 – wieś liczy 1267 mieszkańców
- 1933 – wieś liczy 1217 mieszkańców
- 1939 – wieś liczy 1202 mieszkańców
- 1978 – wieś liczy 829 mieszkańców
- 2011 – wieś liczy 753 mieszkańców

## Zabytki
Do wojewódzkiego rejestru zabytków wpisane są obiekty:
- kościół parafialny pw. św. Apostołów Piotra i Pawła, z XIV-XVI w. stojący w centrum Lipy Jaworskiej, jest budowlą późnogotycką. Jest to jednonawowa, prosta budowla, ze sklepionym prezbiterium (sklepienie krzyżowo-żebrowe z ozdobnymi zwornikami). Najcenniejszym zabytkiem kościoła jest tryptyk z 1503 r., umieszczony w ołtarzu głównym. Stojący niegdyś naprzeciw kościół ewangelicki został rozebrany. Pozostały tylko sąsiednie budynki dawnej szkoły i pastorówki (obecnie biblioteka). Budynek dawnej szkoły katolickiej (nr 76) stoi ok. 100 m w górę wsi od kościoła; jego budowę w 1835 r. przez proboszcza Antona Laurentiusa Heśdesa upamiętnia niemieckojęzyczna tablica

- cmentarz parafialny rzymskokatolicki przy kościele parafialnym z XV w.
- zespół pałacowy w Lipie Dolnej, w którego skład wchodzi:
  - park pałacowy z połowy XVIII, zmieniony po 1870 r. We wsi znajduje się też park krajobrazowy.
  - budynek dawnego dworu z końca XVI w. przebudowany na formę pałacową pod koniec XIX w., obecnie dom mieszkalny nr 10

- zespół zamkowy w Lipie Górnej:
  - ruiny budynków przedzamcza,
  - park, z początków XX w.
  - ruiny niewielkiego zameczku z XIII-XVII w., położone są na zalesionym wzgórzu w Lipie Górnej[17], po prawej stronie doliny. O jego historii wiadomo bardzo mało. Wzniesiono go prawdopodobnie w XIII w., a tradycja przypisuje jego budowę templariuszom. Zamek, murowany z kamienia, nieregularny, z kwadratową wieżą, był kilkakrotnie przebudowywany (o czym świadczyły do niedawna zachowane renesansowe detale kamieniarskie z 2. poł. XVI w. – portale i obramienia okien), ale nigdy nie osiągnął większych rozmiarów. W XIX w. uległ zmieniającym się modom – w 1821 r. rozbierano ruiny, by pozyskać tani materiał budowlany, a już w 1836 r. kolejny właściciel, o zainteresowaniach Starożytnością, rekonstruował je w manierze neogotyckiej, wtedy powstały krenelaże wieńczące wieżę i mury. Najciekawszym fragmentem budowli jest dobrze zachowana kuchnia – budynek w tylnej części ruin. Zamek jest stopniowo; niestety większość cennych detali architektonicznych została rozkradziona. Przy zwiedzaniu należy zachować ostrożność (niezabezpieczone schody, studnia w budynku kuchni itp.)

- willa nr 23 otoczona ogrodem w Lipie Średniej, barokowa, murowana z lat 1720-65, przebudowana w 1925 r., 1960 r. i obecnie. Willa jest budynkiem dwukondygnacyjnym, trzyosiowym, nakryta czterospadowym dachem mansardowym z lukarniami. Posiada półkolisty, skromny portal z kartuszami herbowymi, który podtrzymuje mały balkon. Willa ma okna prostokątne w opaskach.

inne zabytki:
- zespół pałacowy w Lipie Średniej (nr 21) z ogrodem, złożony z okazałego pałacu, który powstał w wyniku gruntownej przebudowy XVII w. renesansowego dworu, dokonanej około 1870 r. Wzniesiono wówczas budynek trzykondygnacyjny, siedmioosiowy z ryzalitem bocznym. Parter boniowany, oddzielony fryzem, okna prostokątne, w opaskach z tynku. Nad wejściem ogrodowym duży taras wsparty na kolumnach stylizowanych na doryckie. Dach dwuspadowy. Zachowały się tylko ściany nośne. Na końcu ogrodu stoi tak zwana willa z lat 1720-65, przebudowana w 1925 r.
- ruiny szubienicy, murowanej, znajdują się na wzgórku przy drodze polnej do Jastrowca (dojście drogą naprzeciw sklepu na południowy wschód obok pałacyku, po ok. 700 m skręt w lewo, po ok. 200 m kolejny skręt w gęste zarośla po lewej – tu na szczycie wzgórka znajdują się niewielkie ruiny. Jest to cylindryczna budowla o średnicy 6 m, zachowana do wys. 4 m. Pierwotnie z podmurówki sterczały 3 murowane słupy (zachował się jeden z nich), pomiędzy którymi były przerzucone belki do wieszania skazańców.

## Kultura i oświata
- Szkoła Podstawowa w Lipie
- Biblioteka Publiczna Gminy i Miasta Bolków, filia w Lipie

Imprezy cykliczne:
- festyn z okazji Dnia Dziecka
- festyn z okazji Dnia Lipy
- festyn z okazji wiejskich dożynek

## Stowarzyszenia i związki
- Ludowy Zespół Sportowy w Lipie
- Ochotnicza Straż Pożarna w Lipie

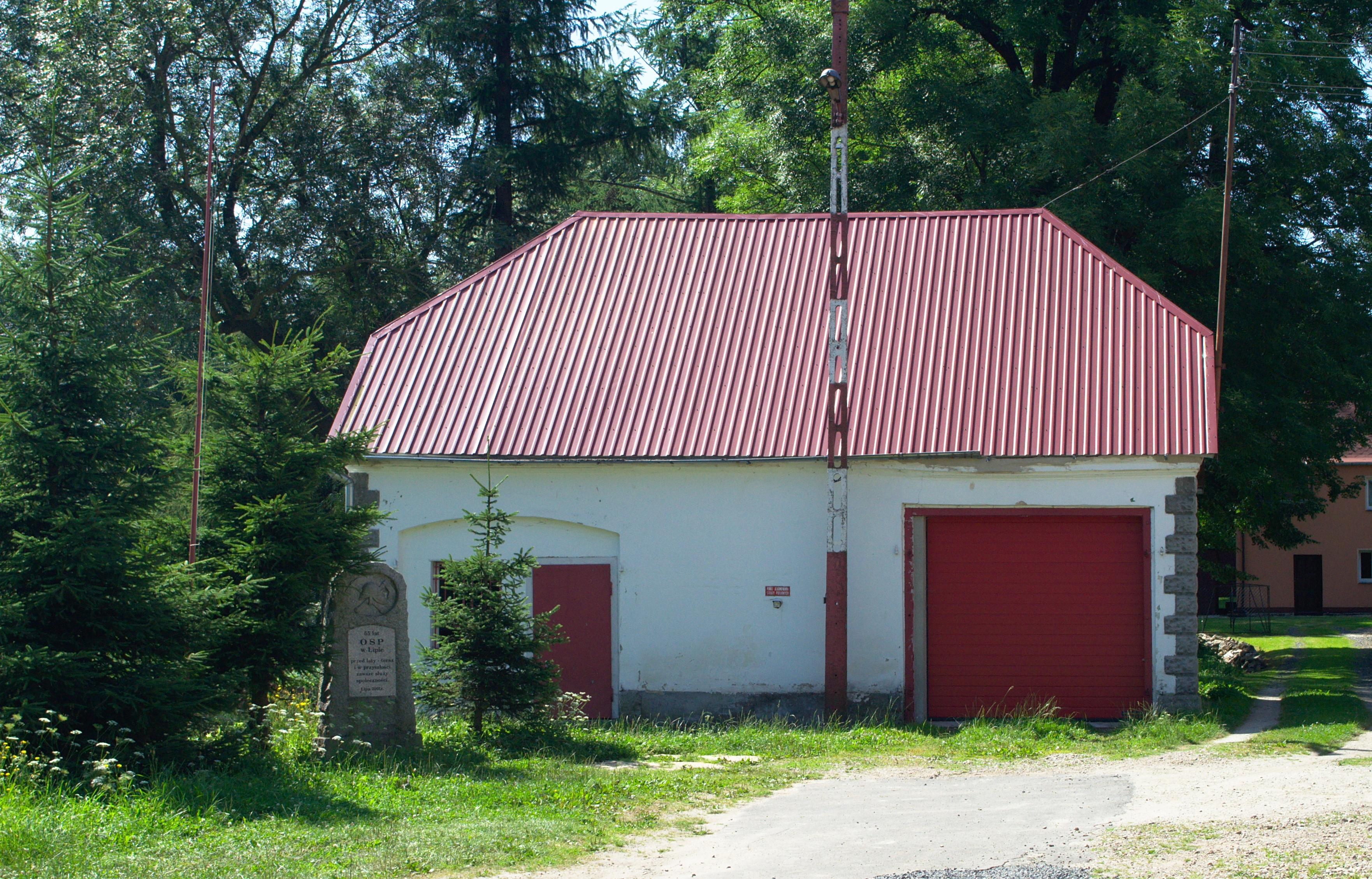
OSP w Lipie

- Towarzystwo Przyjaciół Wiejskiego Ogrodu Botanicznego Arboretum w Lipie
- Koło Gospodyń Wiejskich
- Towarzystwo Przyjaciół Szkoły Podstawowej w Lipie
- Rada Parafialna
- Dwie Róże Różańcowe

## Ochrona przyrody
- Około 2,2 km na północny wschód od wsi znajduje się rezerwat geologiczno-florystyczny Wąwóz Lipa.
- W tej samej odległości leży południowa granica Parku Krajobrazowego Chełmy.

## Szlaki turystyczne
- Szlak rowerowy  czerwony – Szlakiem Zamków prowadzący z Bolkowa do Bolkowa przez wsie: Wolbromek, Kłaczyna, Świny, Gorzanowice, Jastrowiec, Lipa, Muchówek, Radzimowice, Mysłów, Płonina, Pastewnik Górny, Wierzchosławice.

## Ludzie związani z Lipą
- Wojciech Sokołowski – poseł na sejm RP VI kadencji